# Gajah Mada
 (novembre 2023).
Si vous disposez d'ouvrages ou d'articles de référence ou si vous connaissez des sites web de qualité traitant du thème abordé ici, merci de compléter l'article en donnant les références utiles à sa vérifiabilité et en les liant à la section « Notes et références ».
Gajah Mada (mort en 1364) était, d'après d'anciens manuscrits et la tradition javanaise, un chef militaire et mahapatih (premier ministre) du royaume de Majapahit, nommé par la reine Tribhuwana Wijayatunggadewi, dans l'est de Java en Indonésie. On considère que c'est lui qui a porté le royaume au faîte de sa puissance et de sa gloire.
Gajah Mada nous est notamment connu par trois textes :
- Le Nagarakertagama, un poème épique écrit en 1365, donc après sa mort, sous le règne du roi Hayam Wuruk,
- Le Pararaton ou "Livre des rois", une chronique écrite au XVIe siècle qui décline la généalogie des rois de Singasari et Majapahit,
- Le Kidung Sunda, un poème probablement écrit aussi au XVIe siècle, qui raconte l'amour malheureux de Hayam Wuruk pour une princesse du royaume de Sunda.

Le Pararaton raconte entre autres le serment que prononce Gajah Mada, par lequel il fait le vœu de ne pas goûter au palapa (peut-être une épice) avant d'avoir soumis l'ensemble du Nusantara ou « îles de l'extérieur », c'est-à-dire autres que Java.

## Culture populaire

### Jeu vidéo
- Gajah Mada apparait dans l'extension Brave New World du jeu vidéo Civilization V, où il dirige l'Indonésie.
- Gajah Mada apparaît dans le jeu Age of Empires II: Rise of the Rajas en tant que narrateur et protagoniste principal de la campagne malaise.
- Gadjah Mada est le nom d'un destroyer de l'arbre asiatique dans le jeu World of Warships. Il représente un navire conçu au Royaume-Uni pour les Pays-Bas et vendu après la Seconde Guerre mondiale à l'Indonésie indépendante (ex-Indes néerlandaises). Il est de Tier 8.